# Xã Unity, Quận Piatt, Illinois
Xã Unity (tiếng Anh: Unity Township) là một xã thuộc quận Piatt, tiểu bang Illinois, Hoa Kỳ. Năm 2010, dân số của xã này là 1.418 người.